# Virginia Woolf
Virginia Woolf (South Kensington (Londen), 25 januari 1882 – Lewes (Sussex), 28 maart 1941) was een Britse schrijfster en feministe. Ze was stichtend lid van de Bloomsburygroep en werd in het interbellum een belangrijke figuur in het literaire leven van Londen.

## Leven
Woolf werd als Adeline Virginia Stephen geboren te Londen, in een klassiek Victoriaans gezin. Haar vader Sir Leslie Stephen was een bekend literair criticus en redacteur van de Dictionary of National Biography. Na de dood van haar moeder Julia Jackson in 1895 kreeg Woolf op dertienjarige leeftijd een eerste zenuwinzinking. Later liet ze in haar autobiografie Moments of Being doorschemeren dat zij en haar zuster Vanessa Bell slachtoffer waren geworden van seksueel misbruik door hun halfbroers George en Gerald Duckworth. Na de dood van haar vader in 1904 verhuisde ze met haar zuster Vanessa naar een huis in Bloomsbury. Ze vormden het begin van een intellectuele kring die bekend zou worden als de Bloomsburygroep en waarvan onder meer John Maynard Keynes deel zou uitmaken.
In 1905 maakte ze van schrijven haar beroep. Aanvankelijk schreef ze voor het Times Literary Supplement. In 1912 trouwde ze met Leonard Woolf, een ambtenaar en politicoloog. In 1915 verscheen haar eerste boek, The Voyage Out, en kreeg ze andermaal een zenuwinzinking. Met haar man woonde ze afwisselend in Londen en Rodmell (Sussex), waar ze in 1919 Monk's House hadden gekocht. Ze publiceerde romans en essays en had zowel bij de literaire kritiek als het grote publiek succes. Veel van haar werk gaf ze zelf uit via Hogarth Press, de uitgeverij die ze samen met haar echtgenoot had opgericht.
Haar huwelijk was een verstandshuwelijk met veel wederzijds begrip. Ze stelde zich vragen bij het patriarchaat en de heteronormatieve seksualiteit. Eind jaren 20 had Woolf een relatie met Vita Sackville-West. Op het einde van haar leven was er ook een spirituele toenadering met Ethel Mary Smyth. Woolf bleef haar hele leven worstelen met zichzelf. Ze stierf op 28 maart 1941. Ze benam zich het leven door zich te verdrinken in de rivier de Ouse nabij Monk's House. Voor haar echtgenoot liet ze een zelfmoordbrief achter, waarin ze schreef te voelen dat ze weer gek aan het worden was, stemmen hoorde, er niet meer tegen kon, haar man tot last was, en daarom maar deed wat het beste was.

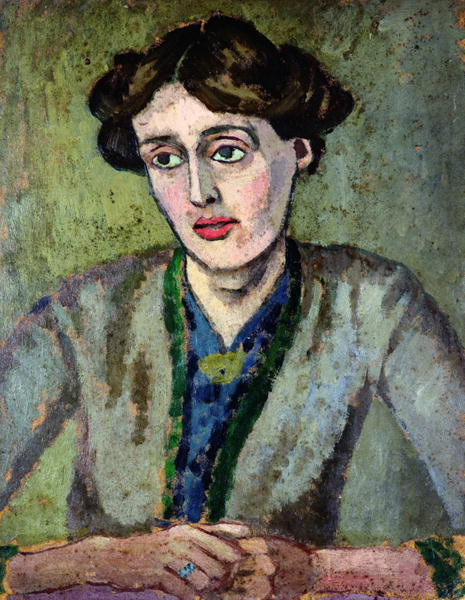
Virginia Woolf (ca. 1917) door Roger Fry

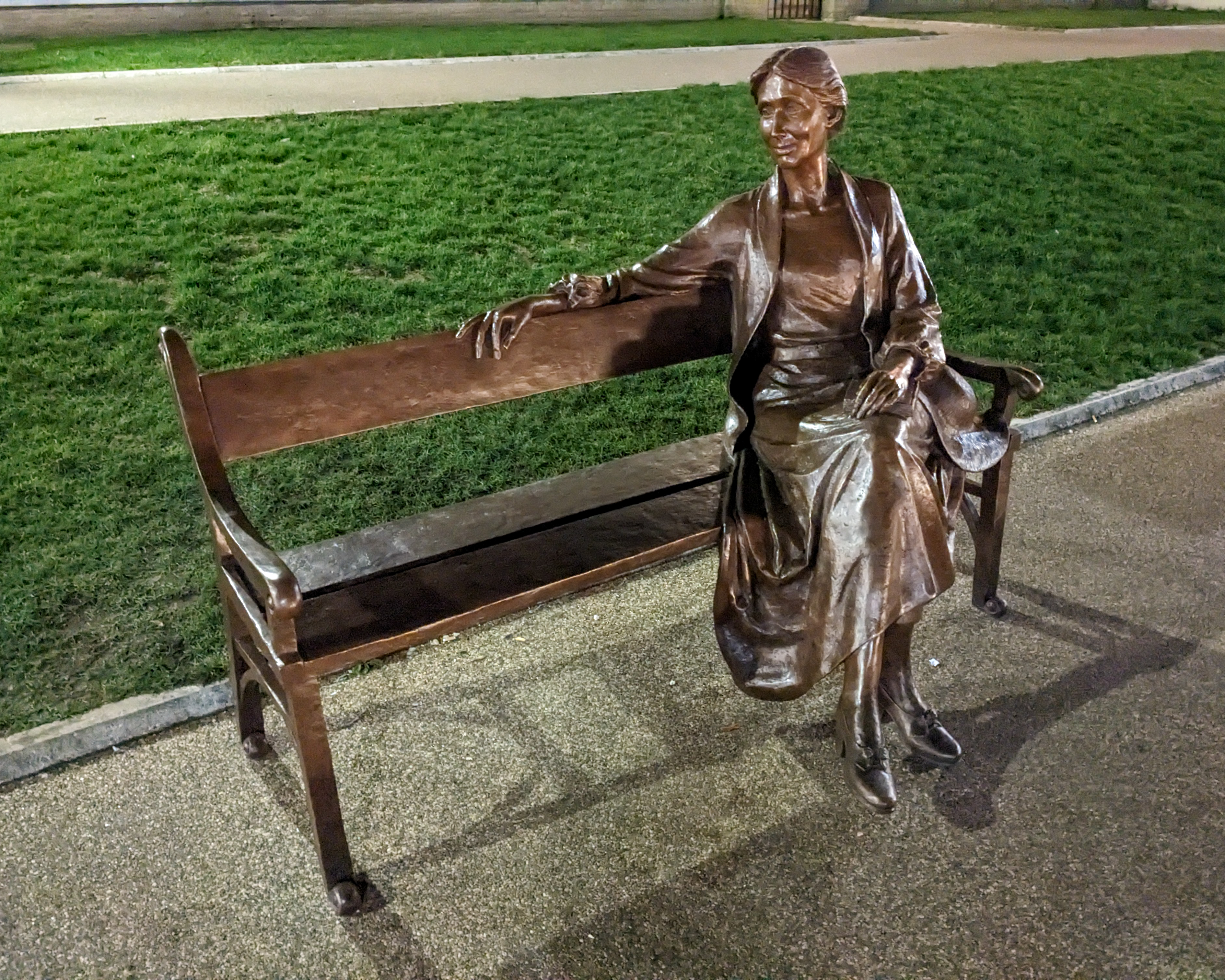
Beeld van Virginia Woolf, Richmond Riverside

## Werk
Woolf wordt beschouwd als een van de grootste en meest vernieuwende Engelse schrijvers van de twintigste eeuw. In haar werken experimenteerde ze met de stream of consciousness-techniek, de onderliggende psychologische en emotionele motieven van haar personages en de diverse mogelijkheden van een verbrokkelde vertelstructuur en chronologie. In het werk van Woolf en haar collega-schrijvers van de Bloomsburygroep zijn de waarden die worden uitgedrukt in de Principia Ethica van G.E. Moore herkenbaar. Daarin wordt gesteld dat "personal affections and aesthetic enjoyments include all the greatest, and by far the greatest, goods we can imagine".
Woolfs vroege werken, The Voyage Out (1915) en Night and Day (1919), waren nog traditioneel, maar ze werd steeds vernieuwender en schreef Jacob's Room (1922), Mrs Dalloway (1925), To the Lighthouse (1927) en The Waves (1931). Andere experimentele romans zijn Orlando (1928), The Years (1937), en Between the Acts (1941). Ze was de meester van het kritische essay, en enkele van haar mooiste stukken zijn opgenomen in The Common Reader (1925), The Second Common Reader (1933), The Death of the Moth and Other Essays (1942) en The Moment and Other Essays (1948). A Room of One's Own (1929) en Three Guineas (1938) zijn feministische traktaten. Haar biografie van Roger Fry (1940) is een zorgvuldige studie van een vriend. Sommige van haar korte verhalen uit Monday or Tuesday (1921) verschenen met andere verhalen in A Haunted House (1944).

### Fictie
- The Voyage Out (1915) (Nederlands: De uitreis. Amsterdam, Athenaeum-Polak & Van Gennep, 2018 ISBN 978-90-253-0823-0)
- Night and Day (1919) (Nederlands: Nacht en dag. Amsterdam, Athenaeum—Polak & Van Gennep, 2019 ISBN 978-90-253-0987-9)
- Monday or Tuesday (1921, verhalenbundel)
- Jacob's Room (1922) (Nederlands: Jacobs kamer. Amsterdam, Bert Bakker, 1982 ISBN 90-6019-861)
- Mrs. Dalloway (1925). (Nederlands: Mrs. Dalloway. Amsterdam, G.A. Van Oorschot, 1948)
- To the Lighthouse (1927) (Nederlands: Naar de vuurtoren.[2] Amsterdam, Bakker, 1981 ISBN 90-6019-733-X)
- A Room of One's Own (1929) (Nederlands: Een kamer voor jezelf.[3] Amsterdam, G.A. van Oorschot, 1958)
- The Waves (1931) (Nederlands: De golven. Amsterdam, De Bezige Bij, 1985 ISBN 90-234-2388-7)
- The Years (1937) (Nederlands: De jaren, in 2017 uitgegeven door Singel uitgeverijen en in 2020 als Rainbowpocket)
- Between the Acts (1941) (Nederlands: Tussen de bedrijven. Amsterdam, De Bezige Bij, 2013 ISBN 978-90-234-7696-2)
- A Haunted House and Other Stories (1943, verhalenbundel) (Nederlands: Maandag of dinsdag, verzamelde verhalen. Amsterdam, Bert Bakker, 1981 ISBN 90-6019-822-0)

### Faction
- Orlando: A Biography (1928) (Nederlands: Orlando, biografie. Amsterdam, De Bezige Bij, 1976 ISBN 90-234-0541-2; een nieuwere vertaling in het Nederlands werd uitgebracht op 8 maart 2019; vertaling door Gerardine Franken met een inleiding door Marja Pruis, ISBN 9789492086969)
- Flush (1933) (Nederlands: Flush, biografie.[4] Amsterdam, De Bezige Bij, 1978 ISBN 90-234-0615-X)

### Non-fictie
- Modern Fiction (1919)
- The Common Reader (1925)[5]
- The Second Common Reader (1933)[5]
- Three Guineas (1938) (Nederlands: Geachte Heer.[6] Amsterdam, Sara, 1980 ISBN 90-6328-046-7)
- Roger Fry: A Biography (1940)
- The Death of the Moth and Other Essays (1942)
- The Moment and Other Essays (1948)
- A writer's diary (1953) (Nederlands: Schrijversdagboek, een keuze uit het dagboek van Virginia Woolf. Amsterdam, De Arbeiderspers, 1977 ISBN 90-295-5783-4)
- The London scene, five essays (1975) (Nederlands: Over Londen. Amsterdam, Tabula, 1983 ISBN 90-70585-04-9)
- The letters of Virginia Woolf (1975-1980), en Virginia Woolf miscellany (1994) (Nederlands: Ezeltje West. Alle brieven aan Vita Sackville-West Utrecht, IJzer, 1996 ISBN 90-74328-15-6. Dl. 1: 1922-1929; Dl. 2: 1929-1941)
- Moments of Being (1976) (Nederlands: Wezenlijke momenten, ongepubliceerde autobiografische geschriften. Amsterdam, De Bezige Bij, 1982 ISBN 90-234-1548-5)
- Women and writing (1979) (Nederlands: Schrijvende vrouwen.[7] Amsterdam, De Arbeiderspers, 1981 ISBN 90-6287-968-3)